# Vrederechter (Nederland)
Een vrederechter in Nederland was een alleensprekende rechter die in de periode van 1811 tot 1838 recht sprak. Hij werd daarbij geholpen door een griffier. Zijn belangrijkste taak was te proberen om tot een schikking te komen tussen de partijen.
Deze partijen mochten geen procedure voor een hogere rechtbank beginnen, zoals bij de rechtbank van eerste aanleg, zonder eerst een poging tot schikken bij de vrederechter te hebben gedaan. Daarnaast sprak hij recht in zaken betreffende roerende goederen met een waarde van, in de Franse tijd, hooguit 100 francs, over schade aan gewassen, grenzen van landerijen, onderhoud van onroerend goed, arbeidsovereenkomsten, belediging, vorderingen e.d. Daarnaast trad hij op in familie- en erfrechtelijke zaken, zoals bij familieberaad, verzegeling en ontzegeling van boedels ten behoeve van de rechtmatige erfgenamen, benoemingen van curatoren en voogden, het opmaken van aktes van bekendheid, enz. Van hem werd verwacht recht te spreken naar redelijkheid. De vrederechter was wel rechter van beroep, maar niet per se jurist. Er was per kanton één vredegerecht. De vrederechter had twee plaatsvervangers.
Nu is de rechter die zetelt in de rechtbank voor de sector kantonzaken de Nederlandse magistraat die de functie vervult, die het dichtst hierbij aanleunt.